# Horky (okres Svitavy)
Horky jsou obec v okrese Svitavy. Leží sedm kilometrů severozápadně od města Litomyšl, v nadmořské výšce 338 m, nad rybníky Velkým netřebským, Heřmánkem a Švábem. V obci, jejíž katastrální výměra je 267 hektarů, žije 147 obyvatel. Horky přináleží do Pardubického kraje, pověřený městský úřad je v Litomyšli. Obec je členem sdružení Mikroregionu Litomyšlsko.

## Historie
První písemná zmínka o vesnici pochází z roku 1226.

## Exulanti
Stejně jako z mnoha obcí (např. Vlčkov nebo později, v době slezských válek, Pustá Kamenice) odcházeli v době pobělohorské do exilu i zdejší nekatolíci. V dobách protireformace (doba temna) žili poddaní ve strachu z toho, že opustí-li víru svých předků, nebudou spaseni, ale budou-li se jí držet, ztratí děti, svobodu nebo svůj život. Z obce Horky, panství litomyšlské, prokazatelně uprchli Jan Janoušek a Kašpar Janoušek:

## Pamětihodnosti
- Kamenný kříž na návsi z roku 1849, obnoven roku 1936
- Elektrostanice z roku 1938
- Pomník obětem první světové války v blízkosti obecního úřadu. Jména obětí uvedených na pomníku: „Jan Láznička, Jan Morávek, Jan Horák, Josef Šváb, František Kolda a Josef Kolda, František Huryta, Josef Voříšek a Václav Fikejz“. Nápis na pomníku: „Padlým synům vlasti věnují občané.“

## Galerie

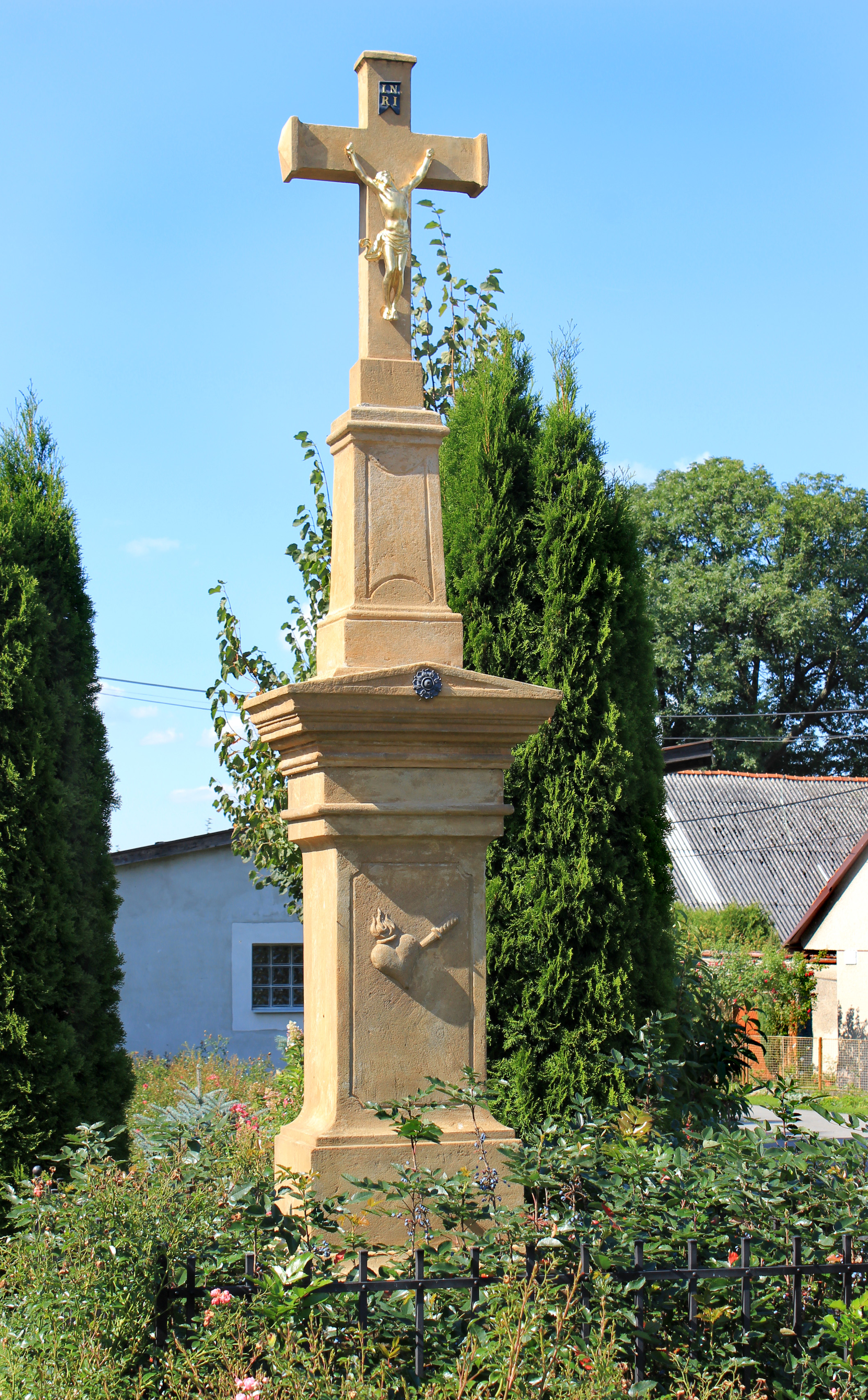
Křížek na návsi
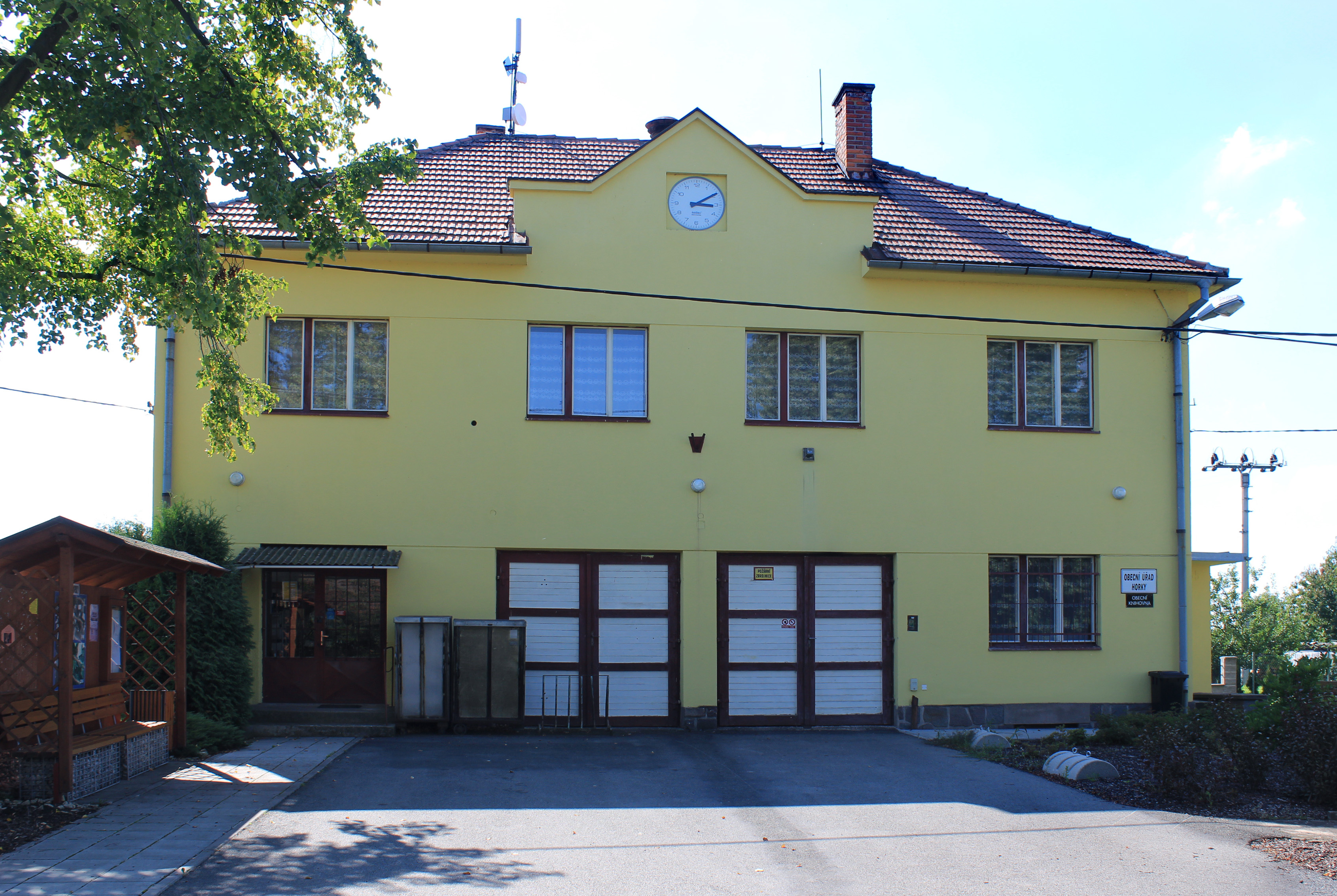
Obecní úřad
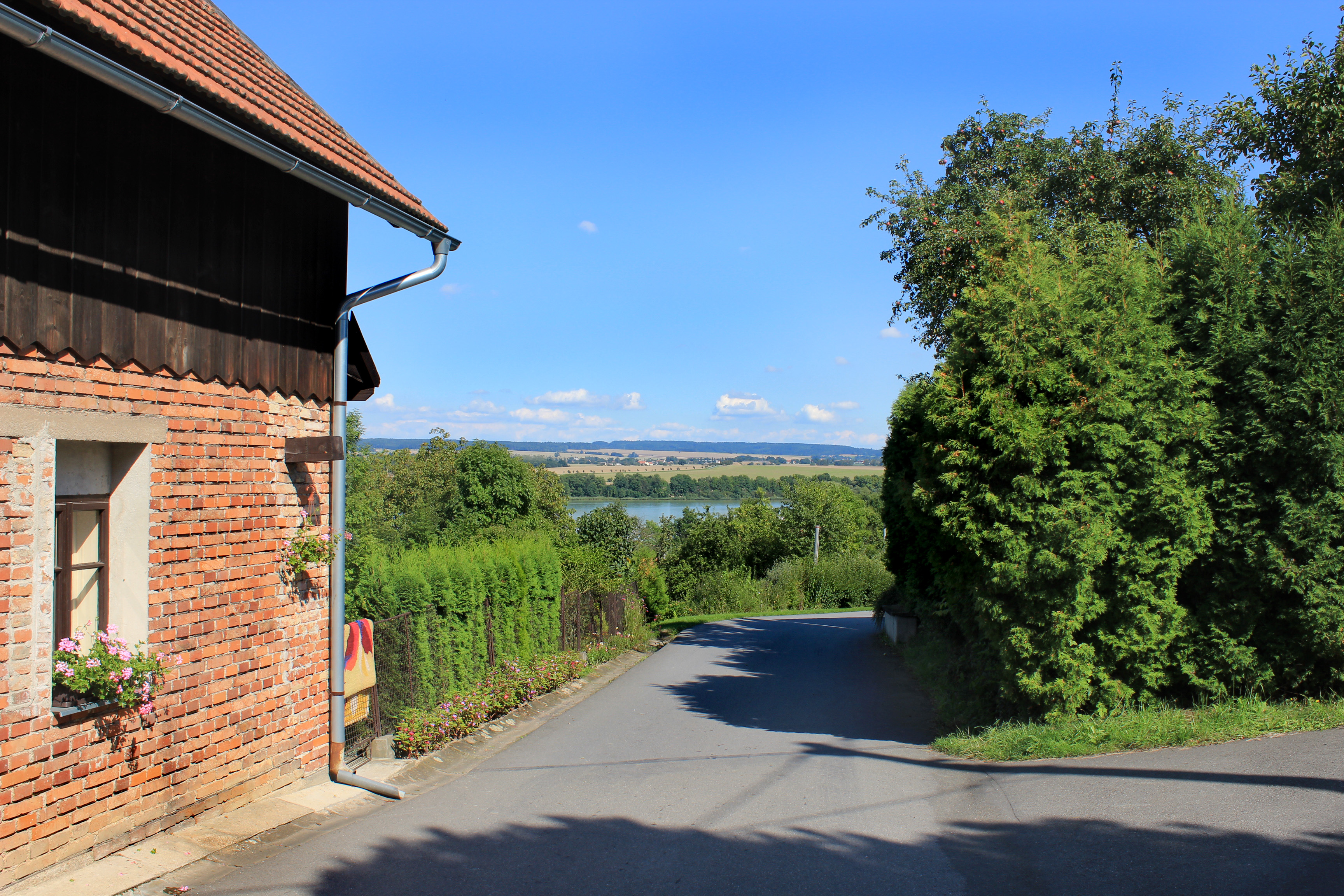
Silnice k Netřebům
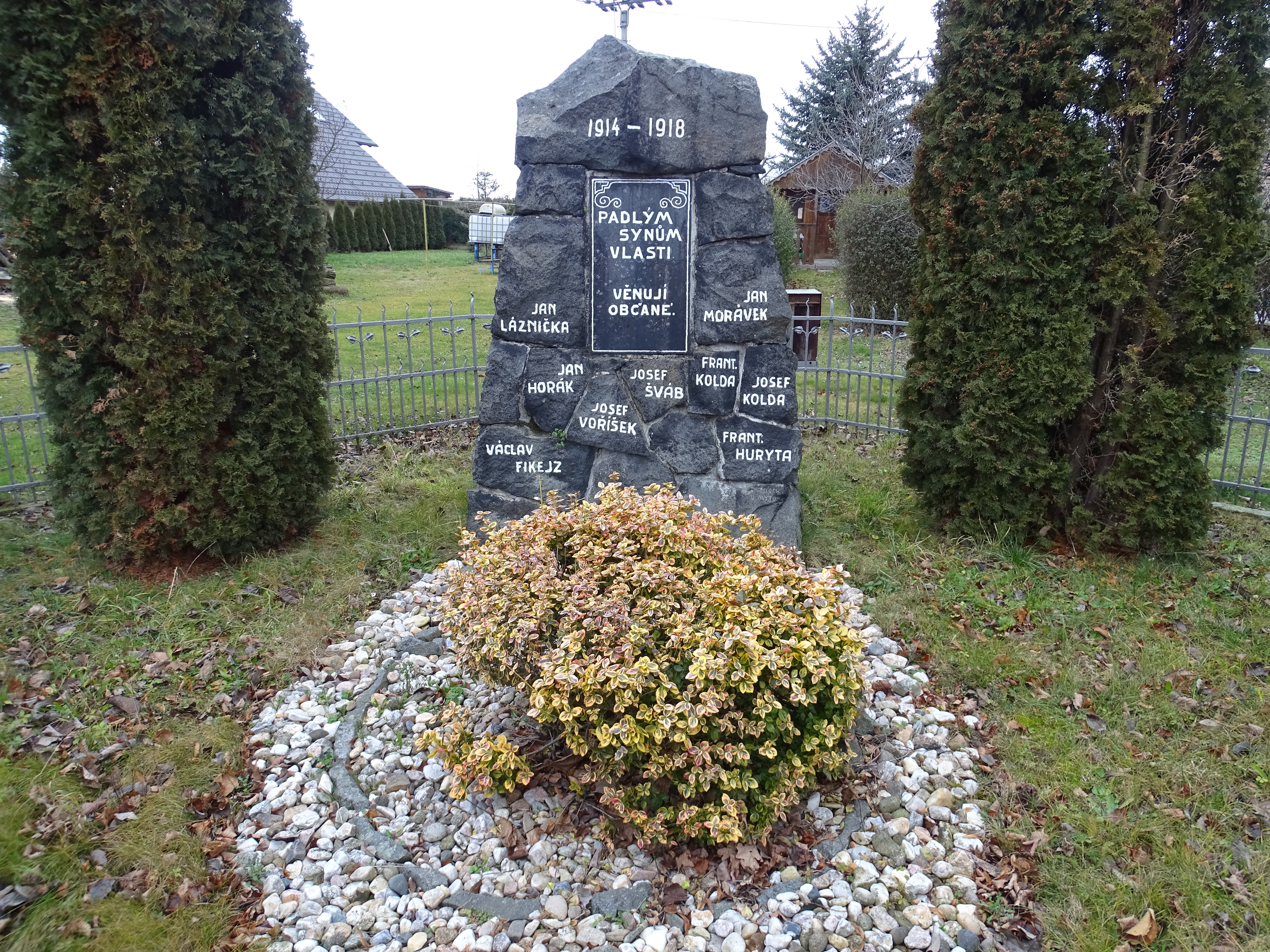
Pomník obětem války